# Príncipe Real do Reino Unido de Portugal, Brasil e Algarves
Príncipe Real do Reino Unido de Portugal, Brasil e Algarves era o título do herdeiro presuntivo do Reino Unido de Portugal, Brasil e Algarves entre 1815 e 1822.
O título foi criado por D. João VI enquanto príncipe regente, depois de elevar o Estado do Brasil à categoria de reino, unindo-o ao Reino de Portugal e formando o Reino Unido de Portugal, Brasil e Algarves, após o Congresso de Viena, cujo término se deu em 1815. Designava o herdeiro da coroa, substituindo o antigo título português de Príncipe do Brasil, sendo D. João VI o último a portar esse título.
Porém, o novo título, bem como o de Rei do Brasil, foi extinto poucos anos depois, devido à declaração de independência do Brasil, em 1822, sendo substituído pelo de Príncipe Real de Portugal para o herdeiro aparente do trono português, e pelo de Príncipe Imperial do Brasil para o do trono brasileiro.

## Pavilhão do Príncipe Real

Estandarte do Príncipe Real do Reino Unido de Portugal, Brasil e Algarves, utilizado por D. Pedro de Alcântara na qualidade de príncipe regente do Reino do Brasil.

O pavilhão, criado por Jean-Baptiste Debret, foi utilizado primeiramente como o estandarte pessoal do príncipe-regente D. Pedro de Alcântara, já próximo à época da Independência. A partir de então, e por um breve período, o agora D. Pedro I do Brasil o adota como bandeira do Reino do Brasil, com uma sutil modificação: a coroa principesca que encima o brasão é substituída pela coroa real. Já no mês seguinte, em finais de outubro, a bandeira sofreria nova modificação, ainda que pequena: a coroa que passa a encimar o brasão do ramo brasileiro dos Bragança é a de imperador, passando o estandarte a ser do Império do Brasil.[carece de fontes?]
Não há consenso sobre quem teria ajudado Debret a criar tanto o brasão quanto a bandeira. Para alguns, foi o próprio D. Pedro I, para outros, José Bonifácio de Andrada e Silva, chegando-se mesmo a cogitar a participação de D. Maria Leopoldina.[carece de fontes?]
Foi relevante a descoberta, nos anos 1940, de projeto de bandeira atribuído a Debret por encomenda de D. João VI, em 1820, e que se encontrava no arquivo pessoal do rei, em Lisboa. O achado, efetuado pelo historiador brasileiro Augusto de Lima Júnior, suscita ainda mais questões sobre a verdadeira coautoria e as finalidades originais do pavilhão brasileiro, cujos elementos perduram até hoje. O esboço do artista francês apresenta um desenho já muito parecido com o que viria a ser o pavilhão do príncipe real: em campo verde, um losango amarelo sobre o qual pousava um brasão muito parecido com o dos Bragança brasileiros – uma cruz da Ordem de Cristo sob uma esfera armilar, circundada por dezenove estrelas, tudo suportado por um ramo de cana-de-açúcar e outro de fumo e encimado por uma coroa real. De fato, o brasão apresenta elementos já utilizados para simbolizar o Brasil desde, pelo menos, o século XVIII. Não há certezas sobre as intenções do monarca ao pedir o estudo a Debret – se para criar o estandarte pessoal dos príncipes reais, um novo pavilhão para o Reino do Brasil ou mesmo a bandeira de uma futura nação independente – nem os motivos pelos quais o projeto ficou esquecido por, pelo menos, um ano. Seja como for, é uma indicação contundente de que a bandeira nacional brasileira antecede, e muito, sua Independência.[carece de fontes?]

## Príncipes Reais do Reino Unido de Portugal, Brasil e Algarves (1815-1822)
| Príncipe                           | Príncipe | Período                | Período               | Soberano | Relação com o Soberano |
| ---------------------------------- | -------- | ---------------------- | --------------------- | -------- | ---------------------- |
| Dom João Maria José (1767–1826)    |          | 16 de dezembro de 1815 | 20 de março de 1816   | Maria I  | Filho                  |
| Dom Pedro de Alcântara (1798–1834) |          | 20 de março de 1816    | 7 de setembro de 1822 | João VI  | Filho                  |